# ساشا گدئون
ساشا گدئون (چکی: Saša Gedeon؛ زادهٔ ۲۹ اوت ۱۹۷۰) فیلم‌نامه‌نویس و کارگردان فیلم اهل جمهوری چک است.
او بابت فیلمش ابله بازمی‌گردد (۱۹۹۹) برندهٔ جایزهٔ ویژه داوران در جشنواره بین‌المللی فیلم سائو پائولو شد.